# Ioan al III-lea Sobieski
Ioan al III-lea Sobieski (în poloneză Jan III Sobieski; n. 17 august 1629, Olesko, Lwów Land⁠(d), Coroana Regatului Poloniei⁠(d), Polonia-Lituania – d. 17 iunie 1696, Palatul Wilanów, Coroana Regatului Poloniei⁠(d), Polonia-Lituania) a fost rege al federației polono-lituaniene din anul 1674 până la moartea sa. El a fost fiul lui Jakub Denilovicz Sobieski din Cracovia și strănepotul hatmanului Stanislav Sobieski. A fost educat în spiritul tradițional al cavalerilor, studiind la Academia din Cracovia. Între anii 1646 și 1648 face o călătorie împreună cu fratele său prin Europa. Tânărul Sobieski a fost impresionat de cele văzute în Franța, interesându-se de arta militară, de politică și literatură.

## Titlu regal
- în latină: JOANNES III DEI GRATIA REX POLONIAE, MAGNUS DUX LITUANIE, RUSSIAE, PRUSSIAE, MASOVIAE, SAMOGITIAE, LIVONIAE, SMOLENSCIAE, KIJOVIAE, VOLHYNIAE, PODLACHIAE, SEVERIAE, CZERNIECHOVIAEQUE
- în poloneză: Jan III z Łaski Bożej Król Polski, Wielki Książę Litwy, Rusi, Prus, Mazowsza, Żmudzi, Liwonii, Smoleńska, Kijowa, Wołynia, Podlasia, Siewierzy, Czernichowa
- în română: Ioan III, din Grația lui Dumnezeu, Rege al Poloniei, Mare Duce al Lituaniei, Ruteniei, Prusiei, Mazoviei, Samogiției, Livoniei, Smolenskului, Kievului, Volyniei, Podlasiei, Severiei, Cernigovului

## Biografie
Ioan Sobieski s-a născut pe 17 august 1629 în Olesko, un mic oraș de lângă Liov în Galiția, acum Ucraina, atunci fiind parte din voievodatul Ruteniei în Regatul Poloniei. Tatăl său, Jakub Sobieski a fost voievodul Ruteniei și castelan al Cracoviei, iar mama sa, Zofia Teofillia Danilowic a fost nepoata hatmanului Stanisław Żółkiewski. Ioan și-a petrecut copilăria în Żółkwia. După ce a absolvit colegiul Nowodworski în Cracovia în 1643, tânărul Ioan Sobieski, a absolvit Facultatea de Filozofie a Universității Jagielloniană în 1646. După terminarea studiilor, Ioan împreună cu fratele său Marek, au plecat în Europa de Vest, unde au petrecut mai mult de doi ani în călătorie. Au vizitat Leipzig, Anvers, Paris, Londra, Leiden și Haga. În tot acest timp, el a întâlnit personalități influente contemporane precum Ludovic al II-lea de Bourbon, Carol al II-lea al Angliei și Wilhelm al II-lea, Prinț de Orania, iar pe lângă limba latină, a mai învățat germana, franceza și italiana.
Ambii frați s-au reîntors în Republică în 1648, după ce au primit vestea morții regelui Vladislav al IV-lea Vasa și de răscoala lui Khmelnytsky, oferindu-se voluntar pentru armată. Amândoi au luptat în asediul de Zamość. Au fondat și au comandat propriul stindard de cavalerie. Curând, soarta războiului i-au separat pe cei doi frați. În 1649, Jakub s-a luptat în Bătălia de la Batoh, iar Ioan a fost promovat la rangul de pułkownik și a luptat în Bătălia de la Berestechko. Fiind un comandant promițător, Ioan a fost trimis la regele Ioan Cazimir al II-lea Vasa, la Istanbul în Imperiul Otoman, ca fiind unul dintre cei trimiși într-o misiune diplomatică de către Mikołaj Bieganowski. Acolo, Ioan a învățat limba tătară și turcă și a studiat tradițiile și tacticile militare turcești.
După începerea invaziei suedeze în Polonia, cunoscută sub numele de Potopul, Ioan a făcut parte din regimentele Poloniei Mari conduse de  Krzysztof Opaliński, Palatin de Poznań, care a capitulat la Ujscie și a jurat credință regelui Carol al X-lea al Suediei. Cu toate acestea, la sfârșitul lunii martie 1656, el a abandonat partea lor, alăturându-se părții regelui polonez Ioan Cazimir al II-lea Vasa, fiind admis sub comanda hatmanului Ștefan Czarniecki și Jerzy Sebastian Lubomirski.

## Comandant
În timpul bătăliei de la Varșovia din 1656, Ioan a comandat un regiment puternic de 2.000 cavaleriști tătari fiind promovat cu titlul de Lord purtător-de-drapel al Coroanei. Un susținător puternic al fracțiunii franceze, Ioan a rămas loial regelui în timpul rebeliunii Lubomirski, ceea ce l-a ajutat în cariera sa militară. În 1665, Ioan s-a căsătorit cu Marie Louise Cazimir de Grange d'Arquien și a fost promovat la rangul de Mare Mareșal al Coroanei, iar în anul următor, la rangul de Hatman al Coroanei. În 1667, a realizat o altă mare victorie asupra cazacilor și aliaților tătari în Bătălia de la Podhajce în timpul războiului polono-cazaco-tătar (1666 - 1671). La data de 5 februarie 1668, de acum fiind un comandant renumit și stimat, el a câștigat titlul de Mare Hatman al Coroanei, cel mai înalt rang militar în Republica polono-lituaniană, astfel fiind comandant de facto al întregii armate poloneze.
Pe 11 noiembrie 1673, în timpul războiului polono-otoman (1672 - 1676), Ioan a adăugat încă o victorie importantă, de data aceasta prin înfrângerea turcilor în Bătălia de la Hotin și capturarea cetății. Vestea luptei a coincis cu vestea morții lui Mihail I, rege al Poloniei, care murise cu o zi înainte de luptă. Acest lucru l-a făcut pe Ioan unul dintre cele mai marcante figuri din stat, iar la 19 mai, în anul următor, el a fost ales în calitate de monarh al Republicii. Candidatura sa a fost aproape universal susținută. Printre susținătorii cei mai notabili ai candidaturii sale a fost soția sa. Ioan a fost încoronat ca Ioan al III-lea, pe 2 februarie 1676.

## Rege
Deși Republica polono-lituaniană era la acel moment cel mai mare și unul dintre statele cele mai populare din Europa, Ioan a devenit regele unei țări devastate de războaiele constante care au durat aproape o jumătate de secol. Trezoreria era aproape goală, iar instanța de judecată avea de oferit puțini magnați puternici, care de multe ori se aliau cu instanțele decât cu statul. Ioan a decis să stabilizeze situația prin forțarea otomanilor să accepte un tratat de pace pentru a pune capăt războaielor constante de la granița de sud. În toamna anului 1674, s-a reluat războiul împotriva turcilor și a reușit să recupereze cetățile Kamieniec Podolski, Bar și Reszków, care au restabilit o linie puternic fortificată pentru a apăra granița de sud a Poloniei. Istoricul polonez Oskar Halecki, cât și alții, au remarcat faptul că Ioan planifica să cucerească Prusia, susținut de trupele suedeze și franceze. Acest pact secret, expus mai târziu, a eșuat, deoarece războiul cu turcii a durat prea mult, timp în care Marele Elector a făcut tratate cu Franța, suedezii au fost respinși, iar prin creșterea opoziție magnaților în Republică, mulți dintre ei erau de partea Marelui Elector. Planul lui Ioan era, de asemenea, de a-l răni pe Michał Pac, hatmanul de Lituania și susținătorul de Brandenburg, care pur și simplu a fugit împreună cu armata sa și apoi a desființat-o.
În 1676, tătarii au început o contra ofensivă și au trecut de Dneper, dar nu au putut captura orașul strategic Żórawno, ducând curând la semnarea tratatului de pace. Semnarea tratatului a dus la o lungă perioadă de pace, care era atât de necesară pentru repararea țării și pentru consolidarea autorității regale. Deși îngreunată în mod constant de către magnații și instanțele străine din Brandenburg și Austria (Austria chiar a încercat să-l alunge pe Ioan și să-l înlocuiască cu Carol de Lorraine), Ioan a reușit să reformeze complet armata poloneză. Armata a fost reorganizată în regimente, infanteria a renunțat la sulițe și care au fost înlocuite cu topoare, iar cavaleria a adoptat husarii. Ioan a crescut, de asemenea, numărul armelor și a introdus noi tactici de artilerie.
Ca un diplomat, Ioan și-a imaginat o alianță cu Franța și cu otomanii împotriva imperiului austriac. Cu toate acestea, planurile sale nu au dus nicăieri, iar în 1683, a fost nevoit să le abandoneze complet. Conștient de faptul că Polonia ducea lipsă de aliați și că risca un război împotriva celor mai mulți dintre vecinii săi, Ioan s-a aliat cu Leopold I, Sfântul Împărat Roman. Alianța, deși viza în mod direct să fie împotriva turcilor, și indirect împotriva Franței, a avut avantajul de a obține sprijin pentru apărarea frontierelor sudice din Polonia.
În primăvara anului 1683, spionii regali au descoperit pregătirile turcilor pentru o campanie militară, și Ioan se temea că obiectivul lor ar putea fi orașele poloneze Livi și Cracovia. Pentru a contracara amenințarea, Ioan a început fortificarea orașelor și a ordonat recrutarea militară universală.
Abilitățile militare ale lui Ioan din războiul împotriva Imperiului Otoman au demonstrat că este un rege priceput și puternic. Una dintre abilitățile sale a fost de a unifica Europa creștină într-o cruciadă și de a-i conduce pe turci afară din Europa. El s-a alăturat alianței Sfântului Împărat Roman și s-a alăturat Ligii Sfinte inițiată de Papa Inocențiu al XI-lea, pentru a apăra creștinătatea.

## Cariera militară

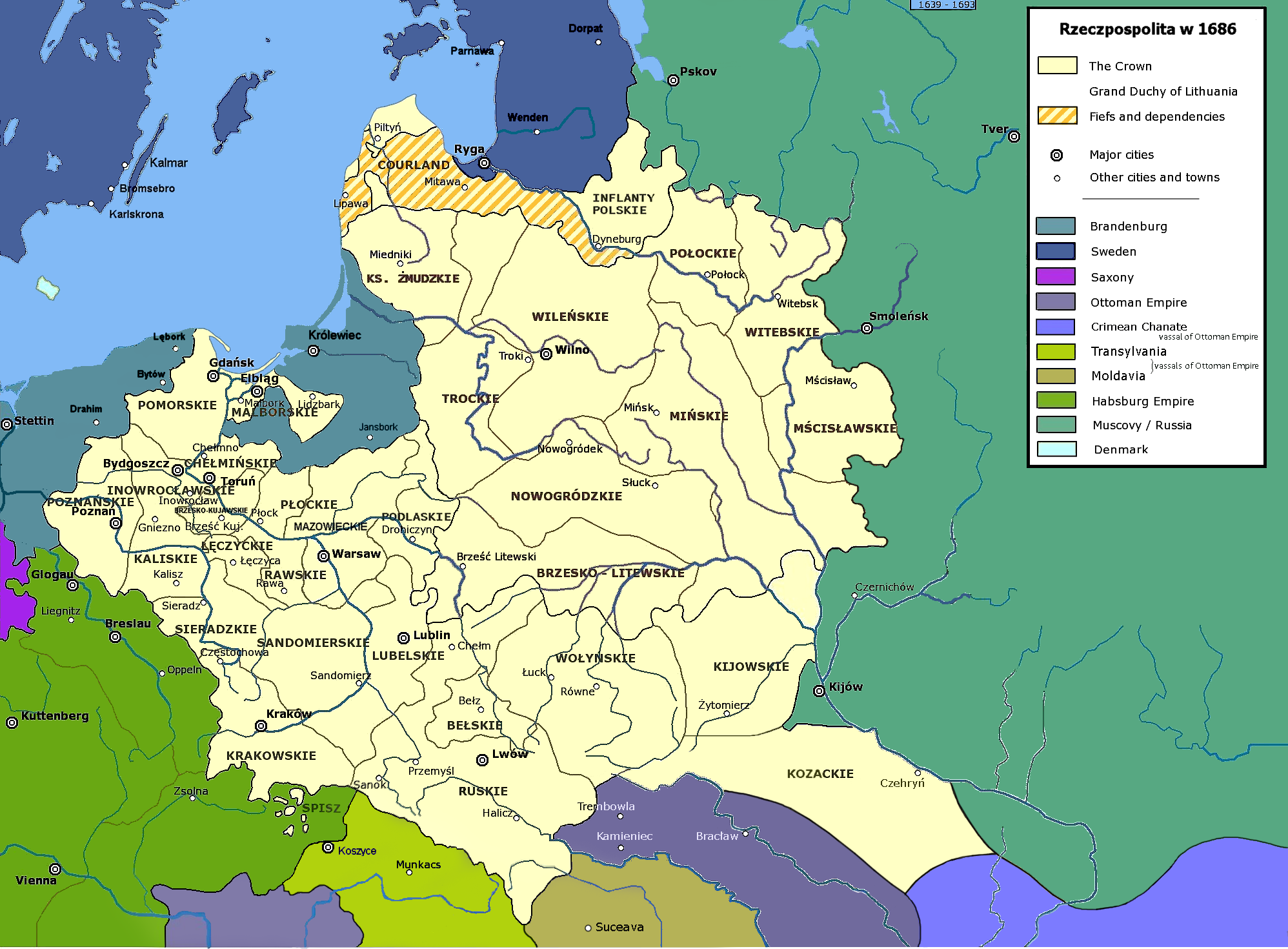
Granițele Poloniei în anul 1686

Între anii 1648 și 1653 a participat la luptele împotriva cazacilor și tătarilor, după care a fost trimis ca solie secretă la Istanbul în 1654, unde a învățat limba și cultura turcă. S-a căsătorit cu Maria Cazimira de Arguien, căsătorie care îi deschide calea în lumea nobililor francezi. După moartea lui Stefan Czarniecki în 1665 devine "feldmareșal" (hatman al coroanei) și reușește o victorie împotriva tătaro-cazacilor la Pidhaiți (1667). În anul 1668 ajunge comandant suprem al armatei poloneze - mare hatman al coroanei.

## Participarea Poloniei la apărarea Vienei
Aflând de asediul Vienei de către turci, început în iulie 1683, Sobieski se hotărăște să vină în ajutorul Vienei cu 27 000 de cavaleri polonezi, care se adaugă celor 19 000 de soldați austrieci, 28 000 de soldați germani și altor câteva mii de soldați aliați. Comanda trupelor creștine a primit-o regele polonez care era deja renumit în luptele cu tătarii și turcii, supranumit "Leul din nord". La 12 septembrie reușește o izbândă strălucitoare în bătălia de la Kahlenberg împotriva otomanilor sub conducerea marelui vizir Kara Mustafa, care erau în superioritate numerică (cca. 150 000) dar cu mai puțină artilerie.
Ioan al III-lea Sobieski cunoștea mai multe limbi. A fost un iubitor de artă. Palatul său din Wilanow a fost una din cele mai reușite realizări a barocului polonez; o altă rezidență a lui a fost cetatea Șovka. Scrisorile adresate soției sale sunt dovezi ale modului îngrijit de exprimare practicat de regele polonez.

## Ultimii ani
Regele Ioan al III-lea a murit în Wilanów, Polonia, la 17 iunie 1696. Soția sa, Maria Cazimira, a murit în 1716, în Blois, Franța, și trupul ei a fost readus în Polonia. Cei doi sunt îngropați împreună la Catedrala Wawl din Cracovia.
Urmașul său pe tronul Poloniei n-a fost fiul său, ci August der Starke (Augustus al II-lea), principe al Sașilor (Saxonilor) sprijinit de Rusia. După moartea acestuia, în 1733, a urmat o luptă pentru coroana poloneză, cunoscută sub denumirea de războiul pentru succesiunea poloneză.

## Bătăliile lui Sobieski

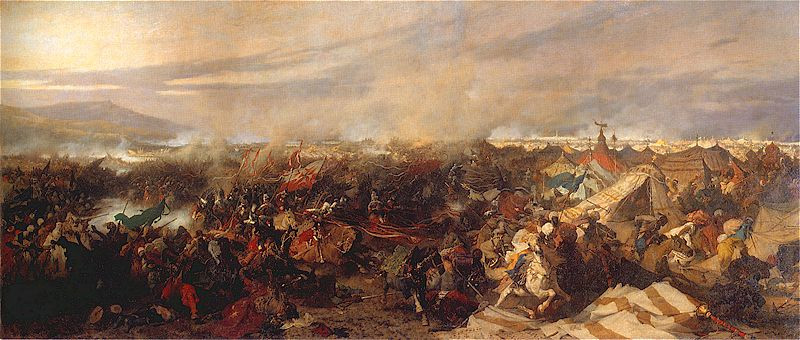
Bătălia de la Viena, de Józef Brandt.

- Bătălia de la Pidhaiți (1667)
- Bătălia de la Bracław (1671)
- Bătălia de la Mohylów (1671)
- Bătălia de la Kalnik (1671)
- Bătălia de la Krasnobród (1672)
- Bătălia de la Niemirów (1672)
- Bătălia de la Komarno (1672)
- Bătălia de la Kałusz (1672)
- Bătălia de la Hotin (1673)
- Bătălia de la Bar (1674)
- Bătălia de la Liov (1675)
- Bătălia de la Trembowla (1675)
- Bătălia de la Wojniłów (1675)
- Bătălia de la Żurawno (1676)
- Bătălia de la Viena (1683)
- Bătălia de la Parkany (1683)
- Bătălia de la Jazłowiec (1684)
- Bătălia de la Żwaniec (1684)
- Bătălia de la Iași (1686)
- Bătălia de la Suceava (1691)

## Familie
Pe 5 iulie 1665, Ioan s-a căsătorit cu văduva lui Jan "Sobiepan" Zamoyski, Marie Cazimir Louise de Grange d'Arquien (1641–1716), a Navarei, Burgundiei și Franței. Copiii lor au fost:
- Iacob Ludovic Sobieski (2 noiembrie 1667 – 19 decembrie 1737), încoronat Prinț al Poloniei, s-a căsătorit cu Contesa Palatină Hedwig Elisabeta de Neuburg
- două gemene (9 mai 1669), nenăscute sau au murit la scurt timp după naștere
- Teresa Teofila (octombrie 1670), era un copil fragil care nu a trăit mai mult de o lună
- Adelajda Ludwika (15 octombrie 1672 – 10 februarie 1677), a murit la vârsta de 4 ani
- Maria Tereza (18 octombrie 1673 - 7 decembrie 1675), a murit la vârsta de doi ani
- o fiică (octombrie 1674), nenăscută sau a murit imediat după naștere
- Teresa Kunegunda (4 martie 1676 – 10 martie 1730), s-a căsătorit cu Maximilian al II-lea Emanuel, Elector de Bavaria
- Aleksander Benedykt (6 septembrie 1677 – 19 noiembrie 1714), a murit necăsătorit
- o fiică (13 noiembrie 1678), a murit imediat după naștere
- Konstanty Vladislav (1 mai 1680 - 28 februarie 1726), s-a căsătorit cu Maria Józefa Wessel și nu au avut copii
- Jan (4 iunie 1682 - intre 1 ianuarie si 12 aprilie 1685), a murit la vârsta de 2 ani
- o fiică (20 decembrie 1684), a murit imediat după naștere

Nu se știe cu siguranță dacă a avut urmași.

## Genealogie
| Marek Sobieski n. 1549/50 d. 1605 | Marek Sobieski n. 1549/50 d. 1605 |                                      |                                      | Jadwiga Snopkowska n. 1556/59 d. 1588/89 | Jadwiga Snopkowska n. 1556/59 d. 1588/89 |  |  | Jan Daniłowicz n. 1570 d. 1628 | Jan Daniłowicz n. 1570 d. 1628 |                                          |                                          | Zofia Żółkiewska n. ok. 1590 d. 1634 | Zofia Żółkiewska n. ok. 1590 d. 1634 |
|                                   |                                   |                                      |                                      |                                          |                                          |  |  |                                |                                |                                          |                                          |                                      |                                      |
|                                   |                                   |                                      |                                      |                                          |                                          |  |  |                                |                                |                                          |                                          |                                      |                                      |
|                                   |                                   | Jakub Sobieski n. 1580 d. 12 VI 1646 | Jakub Sobieski n. 1580 d. 12 VI 1646 |                                          |                                          |  |  |                                |                                | Zofia Teofila Daniłowicz n. 1607 d. 1661 | Zofia Teofila Daniłowicz n. 1607 d. 1661 |                                      |                                      |
|                                   |                                   |                                      |                                      |                                          |                                          |  |  |                                |                                |                                          |                                          |                                      |                                      |
|                                   |                                   |                                      |                                      |                                          |                                          |  |  |                                |                                |                                          |                                          |                                      |                                      |
|                                   |                                   |                                      |                                      |                                          |                                          |  |  |                                |                                |                                          |                                          |                                      |                                      |

|                                                    |                                                    | Maria Kazimiera d'Arquien n. 28 VI 1641 d. 17 I 1716 OO 5 VII 1665 (căsătorie secretă 14 V 1665) | Maria Kazimiera d'Arquien n. 28 VI 1641 d. 17 I 1716 OO 5 VII 1665 (căsătorie secretă 14 V 1665) | Ioan III Sobieski n. 17 VIII 1629 d. 17 VI 1696              | Ioan III Sobieski n. 17 VIII 1629 d. 17 VI 1696              |                                                        |                                                        |                                         |                                         |
|                                                    |                                                    |                                                                                                  |                                                                                                  |                                                              |                                                              |                                                        |                                                        |                                         |                                         |
|                                                    |                                                    |                                                                                                  |                                                                                                  |                                                              |                                                              |                                                        |                                                        |                                         |                                         |
| Iacob Ludovic Sobieski n. 2 XI 1667 d. 19 XII 1737 | Iacob Ludovic Sobieski n. 2 XI 1667 d. 19 XII 1737 | NN n. 9 V 1669 d. 9 V 1669                                                                       | NN n. 9 V 1669 d. 9 V 1669                                                                       | NN n. 9 V 1669 d. 9 V 1669                                   | NN n. 9 V 1669 d. 9 V 1669                                   | Teresa Teofila Sobieska n. V 1670 d. V 1670            | Teresa Teofila Sobieska n. V 1670 d. V 1670            | Barbelune Sobieska n. 15 X 1672 d. 1677 | Barbelune Sobieska n. 15 X 1672 d. 1677 |
|                                                    |                                                    |                                                                                                  |                                                                                                  |                                                              |                                                              |                                                        |                                                        |                                         |                                         |
| La Mannone Sobieska n. 1674 d. 1675                | La Mannone Sobieska n. 1674 d. 1675                | Theresa Kunegunda Sobieska n. 4 III 1676 d. 10 III 1730                                          | Theresa Kunegunda Sobieska n. 4 III 1676 d. 10 III 1730                                          | Aleksander Benedykt Sobieski n. 6/9 IX 1677 d. 16/19 XI 1714 | Aleksander Benedykt Sobieski n. 6/9 IX 1677 d. 16/19 XI 1714 | Konstanty Władysław Sobieski n. 1 V 1680 d. 28 II 1726 | Konstanty Władysław Sobieski n. 1 V 1680 d. 28 II 1726 | NN                                      | NN                                      |

## Biografie
- Tindal Palmer, Alicia (1815), Authentic memoirs of John Sobieski, King of Poland, Printed for the author; and sold by Longman and Co
- Red. (Eds.) (1962-1964). "Jan III Sobieski". Polski Słownik Biograficzny (in Polish) X.